# Кюстендил (железопътна гара)
Железопътна гара Кюстендил е железопътна гара на железопътната линия София-Перник-Радомир-Земен-Кюстендил-Гюешево, обслужваща град Кюстендил и региона.
Железопътна гара Кюстендил е основна станция за товаро-разтоварни работи и обслужване на пътници в жп участъка Земен-Гюешево.
Построена е през 1897 – 1906 г. и е открита заедно с линията Радомир – Кюстендил през 1909 г. След 1944 г. гарата се реконструира и модернизира, увеличават се нейните пропускателни възможности. Внедрява се осигурителна техника с електрическа ключова система, механизират се товаро-разтоварните дейности. Гарата се състои от сгради за обслужване на пътници и обработване на товари, перон, коловози, стационарни и подвижни съоръжения.